# Sandolfe
Sandolfe es una aldea española situada en la parroquia de Arada, del municipio de Monterroso, en la provincia de Lugo, Galicia.

## Toponimia
El topónimo Sandolfe deriva del antropónimo visigodo Sendulfus, en genitivo; se sobreentiende que fue Villa Sendulfi. Este topónimo no tiene nada que ver con ningún santo, aunque en 1285 aparece escrito San Dolfc.

## Historia
El diccionario de Pascual Madoz dice, de Santa María de Arada, que comprendía las aldeas de Arada y de Sandolfe, que reunía 14 casas entre las dos aldeas. El clima era templado y sano. La iglesia parroquial tiene la advocación a Santa María y era matriz de Santiago de Labandelo y de Siete-Iglesias. El terreno tiene monte y llano de mediana calidad. Le baña un arroyo que baja a unirse a uno de los brazos del río Ulla. Los caminos son locales y malos. Produce centeno, maíz, cebada, trigo, patatas, algunas legumbres y buenos pastos. Cría ganado vacuno, lanar, cabrío, de cerda y algo de mular. Hay bastante caza y poca pesca. Tiene un molino harinero. tiene 15 vecinos, 79 almas.
Dicen varios tratadistas, que el apellido Llamas, que tuvo su primer solar en Cangas del Tineo (Asturias), pasó a Galicia donde se denominó Lamas, fundando solar en Sandolfe.

## Demografía
| Gráfica de evolución demográfica de Sandolfe entre 2000 y 2019 |
|                                                                |
| Datos según el nomenclátor publicado por el INE.               |

## Patrimonio
- Hórreo de Sandolfe: tiene la peculiaridad de que aprovecha los elementos de ventilación para hacer hermosos adornos, un rosetón y una chimenea.[8]